# The St. Francis Shangri-La Place

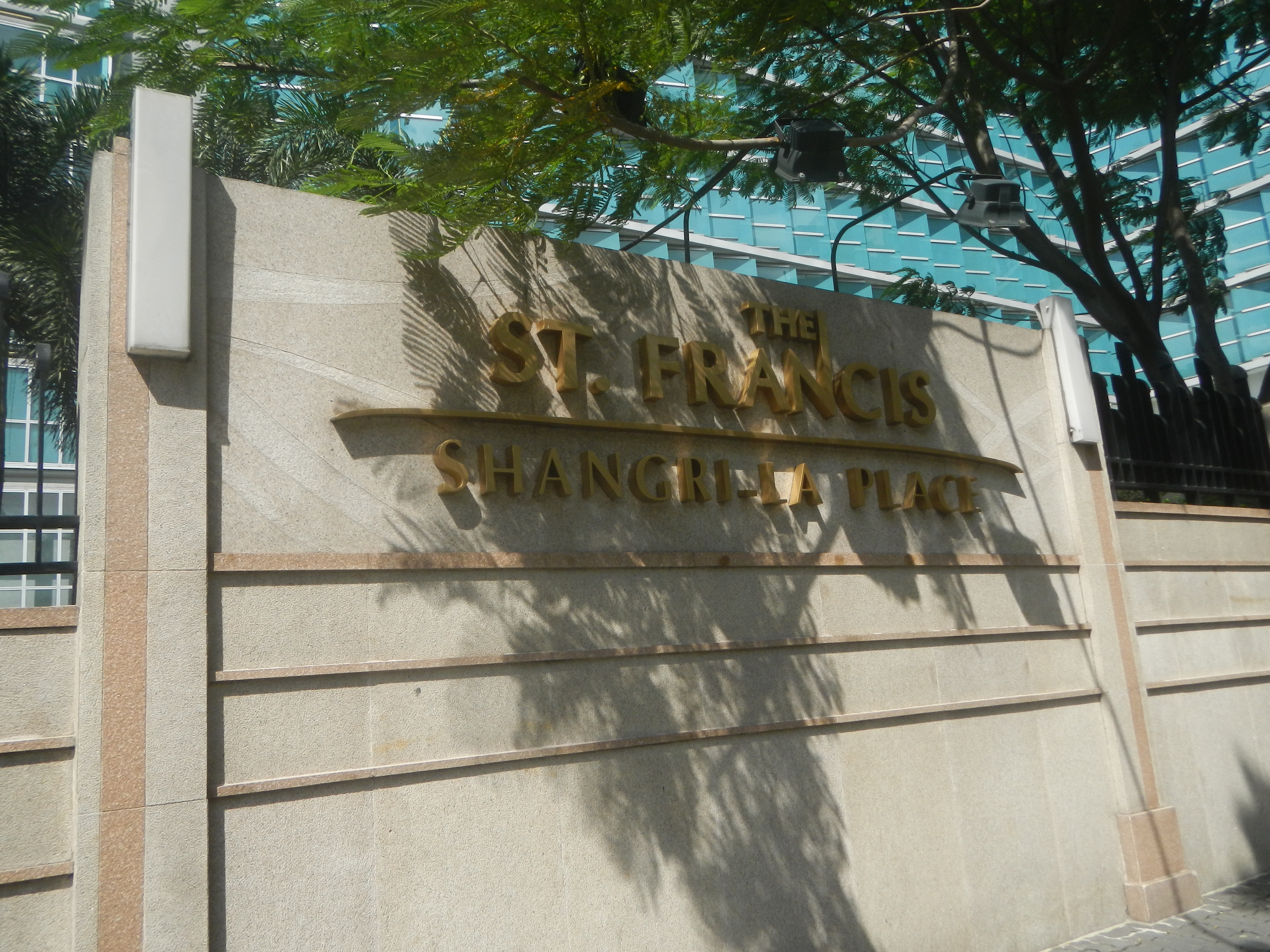
Letrero de la entrada principal del The St. Francis Shangri-La Place.

The St. Francis Shangri-La Place, también conocido como The St. Francis Towers 1 & 2 es un condominio residencial de torres gemelas situado en Mandaluyong City, Filipinas. Los rascacielos son el sexto y séptimo edificios más altos de Manila y Filipinas, y son actualmente los rascacielos residenciales y las torres gemelas más altas de Filipinas, sobrepasando a las Pacific Plaza Towers con una altura de 212,88 metros del terreno hasta su aguja arquitectónica. Tiene también el mayor número de plantas de Filipinas, con 60 pisos por encima del terreno, incluido un podio que conecta las dos torres, y 5 sótanos para aparcamiento, y son considerados unos de los edificios residenciales más prestigiosos de Filipinas.

## Equipo del proyecto
The St. Francis Shangri-La Place fue planeada y diseñada por Wong Tung International Ltd., en cooperación con la firma arquitectónica local Recio + Casas Architects. El diseño estructural del edificio fue suministrado por Arup, y revisado por la empresa de ingeniería internacional Magnusson Klemencic Associates.
El ingeniero mecánico, eléctrico y sanitario fue WSP Hong Kong Ltd. El diseño interior lo hizo Brennan Beer Gorman Monk Architects.
El equipo de construcción está compuesto de Jose Aliling & Associates (gestión del proyecto y construcción); Davis Langdon & Seah Philippines Inc. (inspección de calidad); y EEI Corporation (contratista general).

## Construcción
La construcción de las torres comenzó en enero de 2005, unos meses por delante de su lanzamiento oficial. La ceremonia de coronación tuvo lugar el 24 de junio de 2008, aunque se considera en la actualidad que solo una torre estaba coronada en aquel tiempo.
Las torres fueron completadas y abiertas en 2009 y sobrepasaron a las Pacific Plaza Towers como las torres gemelas más altas de Filipinas.

## Diseño
Los interiores de St. Francis Shangri–La Place son espaciosos e incluyen grandes ventanas, alturas de plantas y balcones individuales. Las amplias zonas de vida y el diseño sofisticado de mezcla con la tradición de calidad y lujo del Shangri-La, redefiniendo el punto de referencia actual de apartamentos.

## Amortiguadores estructurales
Debido a la localización de la torre, cercana a una falla en una región sísmica activa y también sometida a tifones, la St. Francis Shangri-La Place fue el primer edificio del mundo que incluyó un sistema de ‘amortiguación’ revolucionario diseñado por la compañía de ingeniería internacional Ove Arup & Partners. El nuevo sistema, que minimiza la oscilación en edificios altos, emplea la misma tecnología usada para fortalecer el Millennium Bridge de Londres. Esto hace a St. Francis Shangri-La Place uno de los edificios más seguros.
El método usual empleado para fortalecer edificios es reforzarlo con importante estructura adicional o instalar amortiguadores de masa.  Ambos métodos no son solo caros, sino que también hacen al edificio stiffer and heavier consumiendo espacio valioso. La solución de Arup trabaja insertando amortiguadores viscosos en la St. Francis Shangri-La Place para actuar como absorbentes de energía y amortiguar las vibraciones. Los amortiguadores viscosos conectan los estabilizadores de hormigón armado desde el núcleo central de cada edificio a las columnas perimetrales de cada planta, por encima del 6% de los controles críticos de los movimientos inducidos por el viento, logrando los objetivos de confort de los ocupantes, y reduce el momento de vuelco del edificio en un factor de 1,7. No solo es una solución de menor coste, también es más sostenible ya que usa menos material, y deja más espacio de valor dentro del edificio.
Las reducciones en la cantidad de hormigón y acero de refuerzo en la estructura de St Francis Towers debido a la incorporación del sistema de amortiguación de Arup y diseño sísmico basado en el rendimiento ahorraron al promotor del edificio un exceso de $5 millones en costes de construcción y más espacio neto por planta (con columnas y muros del núcleo más pequeños, y no necesidad de espacio para TMDs).